# Municipio de Cherry Valley (Illinois)
El municipio de Cherry Valley (en inglés: Cherry Valley Township) es un municipio ubicado en el condado de Winnebago en el estado estadounidense de Illinois. En el año 2010 tenía una población de 19831 habitantes y una densidad poblacional de 249,24 personas por km².

## Geografía
El municipio de Cherry Valley se encuentra ubicado en las coordenadas 42°11′55″N 88°59′35″O / 42.19861, -88.99306. Según la Oficina del Censo de los Estados Unidos, el municipio tiene una superficie total de 79.56 km², de la cual 78.6 km² corresponden a tierra firme y (1.21%) 0.96 km² es agua.

## Demografía
Según el censo de 2010, había 19831 personas residiendo en el municipio de Cherry Valley. La densidad de población era de 249,24 hab./km². De los 19831 habitantes, el municipio de Cherry Valley estaba compuesto por el 76.65% blancos, el 10.48% eran afroamericanos, el 0.33% eran amerindios, el 4.06% eran asiáticos, el 0.06% eran isleños del Pacífico, el 5.77% eran de otras razas y el 2.65% pertenecían a dos o más razas. Del total de la población el 12.91% eran hispanos o latinos de cualquier raza.